# Condesa de Mayalde
'Condesa de Mayalde' est un cultivar de rosier hybride de thé obtenu en 1956 en Espagne par Pedro Dot. Il doit son nom à la comtesse de Mayalde née Casilda Bustos y Figueroa, épouse du maire de Madrid.

## Description
Cette rose est remarquable par son coloris blanc et fuchsia aux bords magenta ; elle fleurit généralement en solitaire. Sa floraison est remontante. La fleur compte 26 à 40 pétales.
Elle est parfaite pour les fleurs à couper et illumine les plates-bandes. Vigoureuse, elle supporte les hivers froids, sa zone de rusticité étant 6b.
'Condesa de Mayalde' est issu du croisement 'Madame Antoine Meilland' (Meilland 1935) x 'Flambée' (Mallerin 1952).

## Distinctions
- Médaille d'or de Madrid 1956